# Sangüesa
Sangüesa en espagnol ou Zangoza en basque (transcrit anciennement en français comme Saint-Gosse) est une ville et une municipalité de la communauté forale de Navarre, dans le Nord de l'Espagne.
Elle est située dans la zone linguistique mixte de la province, à 45 km de sa capitale, Pampelune.

## Histoire
Le 5 février 1812, les troupes du général Jean Antoine Soulier sont attaquées par les troupes espagnoles du général Francisco Espoz y Mina. Après plusieurs heures d'un combat acharné, les troupes françaises doivent se replier.

### Les Hospitaliers
Sangüesa fut la plus ancienne commanderie des Hospitaliers de l'ordre de Saint-Jean de Jérusalem au sein du grand prieuré de Navarre, son existence étant attestée en 1165. Les Hospitaliers se sont établis dans la ville dès 1131 à la suite du don du palais et de l'église par Alphonse le batailleur.

## Économie

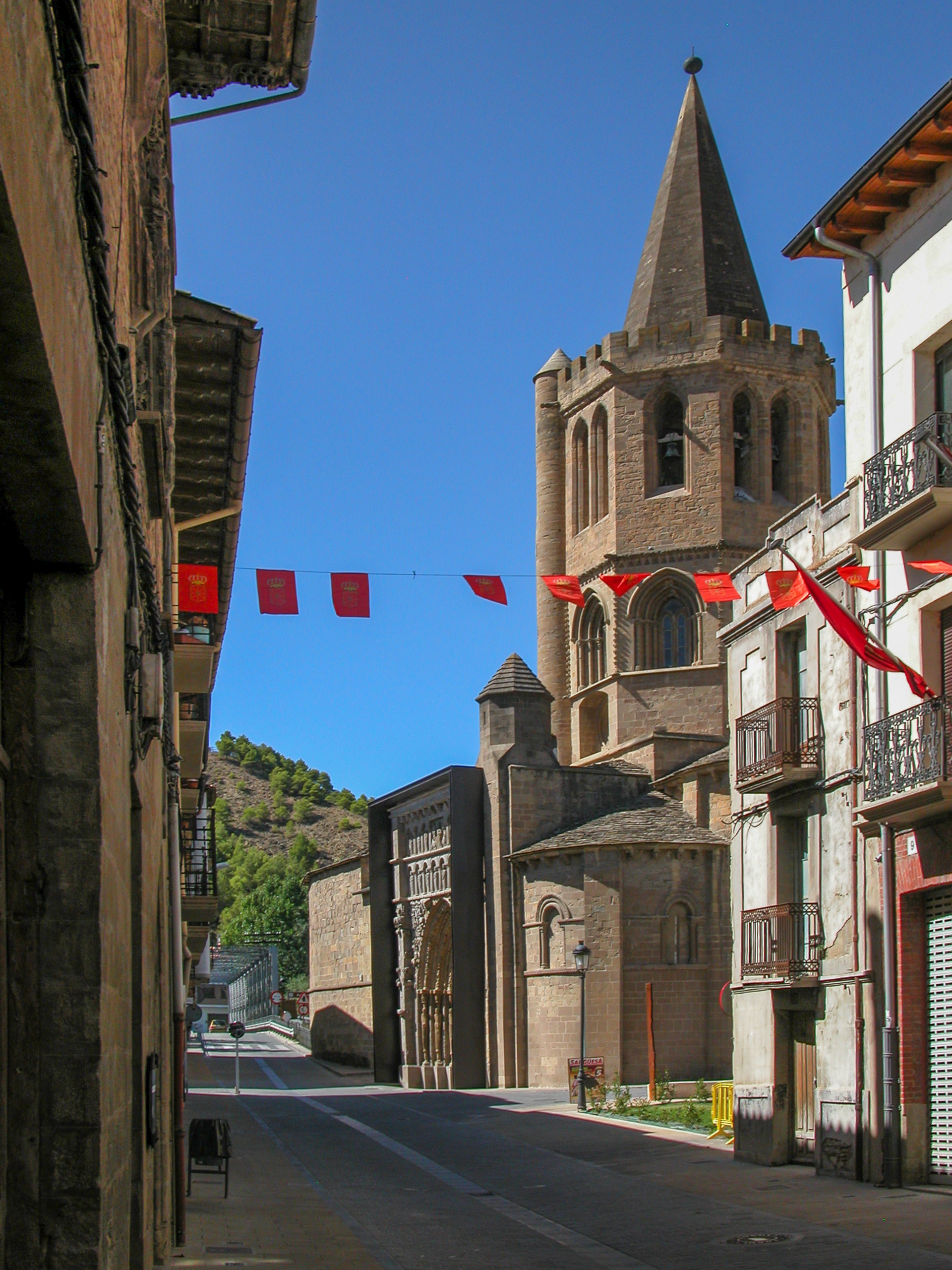
Rue et église Santa Maria de Sangüesa

Entre 1996 et 2007, le taux de chômage enregistré à Sangüesa a toujours été inférieur à 5 %, ce qui peut être considéré comme du chômage frictionnel. Cependant, avec la crise mondiale de 2008, le taux de chômage dans la Comunidad Foral de Navarra, au deuxième trimestre de 2009, est monté jusqu'à 12,23 %, selon l'enquête sur la Population Active. Ce chômage a surtout affecté les immigrants.
Sangüesa dispose d'une zone industrielle, el Poligono de Rocaforte, situé aux limites de la ville, où se concentre la majeure partie de l'industrie de la municipalité. Cette zone est en extension et dispose encore de parcelles libres. Selon l'annuaire économique publié par la Caixa, la municipalité comptait 66 entreprises en 2008 dont 9 appartenaient au secteur énergétique, 3 au chimique, 45 au métallurgique et 9 à d'autres industries manufacturières.

## Démographie
| Évolution démographique entre 1860 et 1991 | Évolution démographique entre 1860 et 1991 | Évolution démographique entre 1860 et 1991 | Évolution démographique entre 1860 et 1991 | Évolution démographique entre 1860 et 1991 | Évolution démographique entre 1860 et 1991 |
| 1860                                       | 1900                                       | 1950                                       | 1970                                       | 1981                                       | 1991                                       |
| ------------------------------------------ | ------------------------------------------ | ------------------------------------------ | ------------------------------------------ | ------------------------------------------ | ------------------------------------------ |
| 3 310                                      | 3 255                                      | 3 813                                      | 4 645                                      | 4 572                                      | 4 445                                      |
| Sources : wikipedia espagnole (Sangüesa)   |                                            |                                            |                                            |                                            |                                            |

| Évolution démographique                                  | Évolution démographique | Évolution démographique | Évolution démographique | Évolution démographique | Évolution démographique | Évolution démographique | Évolution démographique | Évolution démographique | Évolution démographique | Évolution démographique |
| 1996                                                     | 1998                    | 1999                    | 2000                    | 2001                    | 2002                    | 2003                    | 2004                    | 2005                    | 2006                    | 2007                    |
| -------------------------------------------------------- | ----------------------- | ----------------------- | ----------------------- | ----------------------- | ----------------------- | ----------------------- | ----------------------- | ----------------------- | ----------------------- | ----------------------- |
| 4 553                                                    | 4 558                   | 4 634                   | 4 673                   | 4 718                   | 4 807                   | 4 933                   | 4 971                   | 5 041                   | 5 093                   | 5 128                   |
| Sources: Sangüesa et instituto de estadística de navarra |                         |                         |                         |                         |                         |                         |                         |                         |                         |                         |

## Patrimoine

### Patrimoine civil

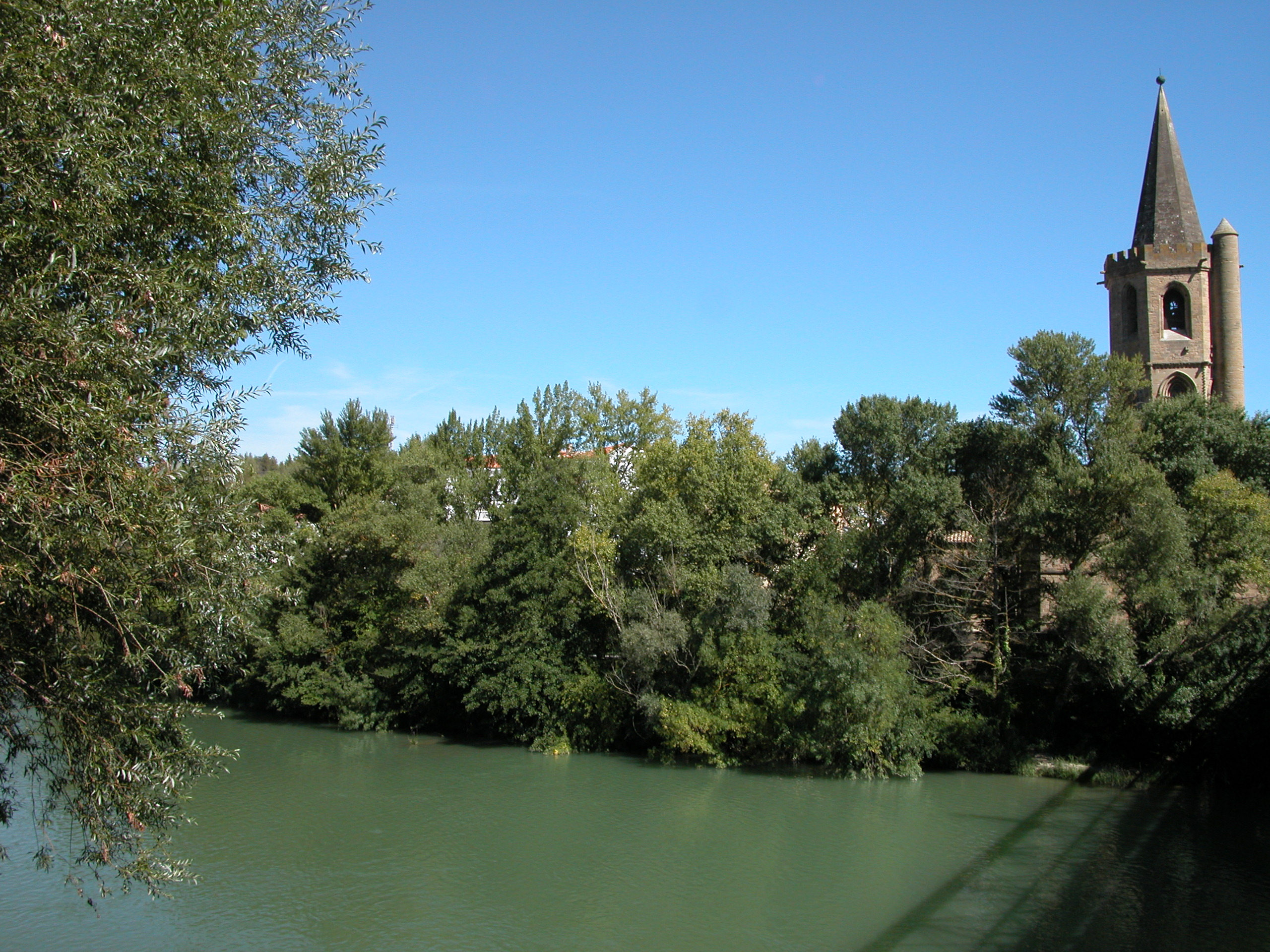
La rivière Aragon à Sangüesa

- Palacio de los reyes de Navarra, (palais des rois de Navarre) désigné aussi Príncipe de Viana (Prince de Viana): palais fortifié médiéval. Après la conquête de Navarre, il servit pour loger les envahisseurs, souffrant d'une détérioration progressive.
- Hôtel de ville: construit en 1570 sur une des ailes du palais des rois de Navarre.
- Palacio de los marqueses de Valle-Santoro (palais des marquis de Valle-Santoro) du XVIIe siècle pour un vice-roi de la Nouvelle-Espagne. Il a un intéressant escalier intérieur et le monumental avant-toit en bois. C'est aujourd'hui la maison de la culture.
- Palacio de los duques de Granada de Ega (palais des ducs de Grenade d'Ega) du XVe siècle.
- Palacio de los condes de Guenduláin (palais des comtes de Guenduláin) baroque du XVIIe siècle.
- Pont de Santa María sur le río Aragón, fin du XIe siècle par le roi Sanche Ier d'Aragon. Il a compté sept arches bien qu'il n'en reste que quatre, deux à chaque extrémité de la structure métallique. On peut apercevoir, entre les eaux, les deux piliers de l'arc central disparu. La reconstruction des trois arcs centraux date de 1892. Dans un des piliers est conservée une légende romaine.
- Vieux pont sur Onsella aux quatre arcs. Le plus étroit date du XIIe siècle.
- Cruz de San Lázaro ou de los Azadones (croix de Saint Lazare), de style gothique (XVIe siècle).
- San Adrián de Vadoluengo de style roman.
- Castellón ou Casteillón, l'ancien château se situait sur la colline, le Puy de Arangoiz, qui domine la ville.

### Patrimoine religieux
- Santa María la Real (es): église romane. Fut donnée en 1131 par Alphonse Ier le Batailleur[4] à l'ordre de Saint-Jean de Jérusalem. Elle possède trois nefs. La tour octogonale est gothique (des XIIIe et XIVe siècles). Le grand portail constitue une des œuvres des plus intéressantes et complexe de l'art médiéval navarrais. En plus des représentations religieuses, il y a de multiples reliefs d'une riche symbolique. Leodegarius signe l'image de la Vierge Marie qui décore la seconde colonne du côté gauche dans le premier corps. À l'intérieur, un retable principal est plateresque (1550-1570) de Jorge de Flandes (qui résida à Sangüesa depuis 1554 jusqu'à sa mort en 1586).
- Église Santiago el Mayor : d'origine romane, elle apparaît dans un document pontifical de 1144, mais les travaux ne se termineront pas avant le XIVe siècle (1365), fin de la tour clocher. Au XVIIIe siècle on changera le mobilier et on ajoutera la nouvelle chapelle.
- San Salvador : édifice gothique des XIIIe et XIVe siècles.
- Couvent de San Francisco de Asis. Sa fondation est attribuée à saint François d'Assise en voyage en Navarre en 1212-1213 pour aller à Saint-Jacques-de-Compostelle.
- Couvent de Nuestra Señora del Carmen. L'ancien se trouvait extra-muros mais, à cause de la guerre avec la couronne de Castille en 1378, on la transférera à l'intérieur en 1379, juste à côté de l'église San Salvador. En 1866 il devient un hôpital municipal.

## Personnalités
- Henri II d'Albret (1503-1555), roi de Navarre, beau-frère de François Ier et grand-père d'Henri IV, y est né.

## Jumelages
- Saint-Palais (France) depuis 1993[5]

### Sources
- (es) Cet article est partiellement ou en totalité issu de l’article de Wikipédia en espagnol intitulé « Sangüesa » (voir la liste des auteurs).